# 蒋孝先
蒋孝先（1900年—1936年12月 †），字昭卿，别字啸剑，1900年生于浙江省寧波府奉化县（今宁波市奉化区）溪口。蒋中正的堂侄孙，故称蒋中正为族叔公（“伯父”为误传）。1936年西安事變時被东北军所殺，追贈為国民革命军中将。蒋孝先為华北陷落和西安事变中的关键人物之一。

## 生平
是蔣中正堂兄蒋谨藩（譜名蒋周益）之孫，父親蒋正寅。
早年就读于浙江省立第四师范学校（后为宁波师范学院，为今宁波大学前身之一）。毕业后，回到奉化，以教书为业，曾在奉化沿海鲒埼乡担任教师。
1924年，孙中山任命蒋中正赴广州出任黄埔军校校长。蒋孝先辞职追随蒋中正，经举荐获得考试资格，经考取入黄埔军校一期学习。
黄埔军校毕业后，参加蒋中正为讨伐陈炯明叛变的东征。后又随蒋中正北伐。
此后历任：
- 首都（南京）宪兵第四团团长
- 改任宪兵第三团团长，驻扎于北平
- 1933年：升任北平宪兵副司令
- 1935年年底：调入国民政府军事委员会委员长侍从室，担任第三组组长
- 1936年10月5日：晋升少将
- 西安事变后追授中将军衔[2]

## 西安事变
1936年12月4日，蒋孝先追随蒋中正赴西安。作为蒋中正的主要警卫人员，入驻西安城外的临潼华清池五间厅。同年12月12日，西安事变爆发。对西安事变中蒋孝先的经历，历史上存在多种说法。
说法一：1936年12月12日凌晨5时许，张学良部队开赴临潼兵谏蒋中正，遭蒋中正侍从室警卫抵抗。事变中，蒋孝先率先进入蒋中正卧室，报告兵变。蒋中正大吃一惊，蒋孝先遂与蒋孝镇（蒋中正另一族侄孙，时任侍从室内务副官）一起搀扶护送蒋中正摸黑撤离驻地，上了附近的骊山。张学良的东北军遂围骊山搜山。蒋孝先被首先发现，并被盘问蒋中正去向。蒋孝镇被随后发现。蒋孝先为人倔强耿直，拒不交代情况，而蒋孝镇模棱两可，含糊其辞，似要透露蒋中正藏身之处。此时，蒋孝先见机不妙，厉声阻止蒋孝镇。蒋孝先此举激怒一旁的东北军，遂遭枪杀。
说法二：西安事变当晚，杨虎城为入陕西的国民党军政要员举行晚宴。宴会在在当时西安城内新城大楼举行，蒋孝先应邀赴宴。宴会结束后，蒋孝先赴易俗社（为一戏院）观看西秦戲。戏后又与友人打牌，当晚没有回蒋中正驻地临潼的华清池就寝。1936年12月13日，蒋孝先与蒋和畅（蒋中正另一侄孙，时任侍从室会计）一同搭车返回临潼驻地。途中被守路的张学良东北军拦下盘问。蒋孝先其实已经错过西安事变，不知张学良东北军兵谏，二话不说报出自己姓名。因为蒋孝先先前曾任北平宪兵副司令，负责整顿北平驻军军纪军容，曾与东北军有冲突，在东北军中较有影响，引起东北军记恨。此时自爆姓名，遂被东北军强行拉下车，当即枪毙。同车的蒋和畅，身着便服，见势不妙，谎报自己是过路商人，因生意顺路搭车，得以心幸免。
说法三：蒋中正的政敌，曾任国民党副总裁的冯玉祥对蒋孝先的死亡是这样描写的：
 就在这个时候，蒋的侄子宪兵第三团团长蒋孝先，从西南向临潼来，走到半路上被士兵们把他截住，问他：“你是不是蒋孝先？”蒋孝先说：“是的。”士兵们说：“你在北平、天津杀了成千成万的爱国青年，今天应当要你的命。”拉下车来就枪决了。
这种说法与蒋和畅所叙事件情节相似，只是所叙击毙原因由私仇变为义愤。与蒋中正政见不合者多有持此叙事。比如汪日章在《西安事变亲历记》中对事变经过的叙述与此大同小异（汪叙述的情节是蒋孝先试图跳车逃跑，然而没有逃开而被捕并被枪决），并且提出东北军击毙蒋的原因“据说”是“他在北平任宪兵司令时作恶多端”。

西安事变后，蒋孝先被追授予陆军中将。尸体运回家乡奉化，于溪口镇西北飞凤山下葬。
1948年，溪口蒋氏续修族谱。竺含华特撰写一篇《陆军中将蒋君家传》纪念蒋孝先。文中有提到：“随蒋公巡于西北，遇害年三十八岁，寓陵园忠烈祠，有令赠中将。夫人袁氏，侧室陆氏，三男友仑、友文、友宁，友仑早死，四女天英、继蕙、燕忆、乃安”。

## 家族
- 族叔公：蒋中正
- 妻：袁静芝[6]
- 妾：陆氏
- 长子：蒋友仑（早逝）
- 次子：蒋友文：台灣會計學家，曾任國立台灣大學商學系教授
- 三子：蒋友宁
- 长女：蒋天英
- 次女：蒋继蕙
- 三女：蒋燕忆
- 四女：蒋乃安

## 遗迹
- 今浙江省宁波市奉化区溪口蒋孝先旧居，位于溪二村北